# Wolfgang Frickhöffer
Wolfgang Frickhöffer (* 26. Mai 1921; † 31. Oktober 1991) war ein deutscher Nationalökonom.
Nach dem Abitur am humanistischen Gymnasium Berlin-Steglitz wurde Frickhöffer zu Arbeits- und Wehrdienst eingezogen und geriet in Kriegsgefangenschaft. In der Nachkriegszeit war er in den Jahren 1949 bis 1952 nebenberuflicher Journalist, machte sein Dolmetscherexamen und studierte nach 1954 Volkswirtschaftslehre an der Ruprecht-Karls-Universität Heidelberg. Er war seit 1954 Geschäftsführer der Aktionsgemeinschaft Soziale Marktwirtschaft (ASM) und nach dem Tod von Alexander Rüstow, seines wissenschaftlichen Mentors, seit 1961 Vorsitzender der Aktionsgemeinschaft Soziale Marktwirtschaft.
Frickhöffer war von 1969 bis 1973 Mitglied im Beirat der Friedrich-Naumann-Stiftung.

## Schriften
- Mehr Nüchternheit in der Konjunktur und Lohndiskussion. Stabiles Preisniveau ohne Dirigismus, Eigentumssteuerung ohne Zwang, Köln–Marienberg 1962.
- Deutsche Politik als marktwirtschaftliches Beispiel. In: Aktion Soziale Marktwirtschaft. Ehrliche Weltoffenheit als deutscher EWG-Beitrag, Tagungsprotokoll Nr. 22, Ludwigsburg 1964.
- Gesellschaftspolitische Folgerungen in einer freiheitlichen Ordnung – von sozialen Fiktionen zu realistischer Politik. In: Aktionsgemeinschaft Soziale Marktwirtschaft, Freiheitliche Politik für eine freie Welt. Tagungsprotokoll Nr. 32, Ludwigsburg 1969.
- Neue Unternehmensverfassung in gesamtgesellschaftlicher und gesamtwirtschaftlicher Einordnung. In: Wirtschaftsordnung und Staatsverfassung. Festschrift für Franz Böhm zum 80. Geburtstag, hrsg. von Heinz Sauermann und Ernst-Joachim Mestmäcker, Mohr, Tübingen 1976.